# Барковщина (Мядельський район)
Барківщина (біл. вёска Баркоўшчына) — село в складі Мядельського району Мінської області, Білорусь. Село підпорядковане Будславській сільській раді, розташоване в північній частині області.